# Kyle Kulinski
Kyle Kulinski (* 31. ledna 1988 Westchester County) je americký progresivní politický komentátor a moderátor své vlastní talk show, Secular Talk (též The Kyle Kulinski Show).
Narodil se v Westchester County ve státě New York. Po rodičích je italsko-polského původu. V roce 2010 absolvoval Iona College s bakalářským titulem z politických věd a vedlejším zaměřením na psychologii.

## Secular Talk
Ve své talk show Secular Talk diskutuje většinou události z politiky, náboženství a kultury. Její slogan je „Loajální faktům. Principy nad politiku.“ Myšlenku založit a vést tento formát dostal už na škole, na YouTube ji zaregistroval 21. dubna 2008. Secular Talk publikuje na YouTube, produkuje ji ze svého domova v New Yorku. Je součástí sítě The Young Turks, ale je na ní redakčně nezávislá.
Na začátku září 2017 vydal 1250 vydání své show (každé s cca 7 tématy). Na YouTube má k červenci 2018 přes 564 tisíc odběratelů a 452 milionů zhlédnutí.

## Politická přesvědčení
Sám sebe popisuje jako sociálního demokrata, agnostického ateistu a sekulárního humanistu. Také prohlásil, že je „mezinárodně“ umírněný, čímž naznačil, že Spojené státy americké jsou pravo-levicově posunuty doprava oproti mezinárodnímu úhlu pohledu. Kritizuje vztah mezi minulými a současnými administrativami Spojených států amerických vůči Saúdské Arábii, „kapitalizaci zisků, socializaci ztrát“ nebo neschopnost členů demokratické strany.

## Demokraté spravedlnosti
V lednu 2017 spolu s Cenkem Uygurem založil politické hnutí demokraté spravedlnosti coby protipól stávajících amerických demokratů (demokratů establišmentu).

## Náboženství
Popisuje se za agnostického ateistu až antitheistu. Rozdělení náboženství a státu (jež je základním pilířem americké společnosti) je současně jedním z častých témat, která si do svého pořadu vybírá – respektuje osobní náboženské vyznání u každého jednotlivce, ale kritizuje vliv náboženství (především křesťanství) do politiky veřejných činitelů a zájmových skupin, popř. poukazuje na pokrytectví některých náboženských figur.